# Nagoya Grampus
Nagoya Grampus (jap. 名古屋グランパス Nagoya Guranpasu) – japoński klub piłkarski grający obecnie w J1 League. Klub ma siedzibę w mieście Nagoja.
Klub został założony w 1939 roku jako zakładowy klub Toyota Motor Corporation. W latach 50. Nagoya zaczęła rozgrywki w Japońskiej Lidze Piłkarskiej, a w 1993 przystąpiła do nowo utworzonej J1 League. Grał tam także Tomasz Frankowski. Sukcesy odnosił w połowie lat 90., kiedy to trenerem klubu był późniejszy menedżer Arsenal F.C. - Arsène Wenger, a w drużynie grały takie tuzy jak Dragan Stojković czy Gary Lineker.
Nazwa klubu wywodzi się od dwóch głównych symboli miasta Nagoja: delfinów Risso na górze zamku w Nagoi oraz Maru-Hachi (ang. „circle eight”), czyli oficjalny symbol miasta.
W 2010 roku drużyna po raz pierwszy w historii została mistrzem Japonii, a najlepszym strzelcem zespołu został Australijczyk Joshua Kennedy.

## Sukcesy
- Mistrzostwo Japonii: 2010
- wicemistrzostwo Japonii: 1996, 2011
- Puchar Cesarza: 1995, 1999
- Superpuchar Japonii: 1996, 2011
- Puchar J.League: 2021

## Występy w J-League
- 1993 – 9. miejsce
- 1994 – 11. miejsce
- 1995 – 3. miejsce
- 1996 – wicemistrzostwo
- 1997 – 9. miejsce
- 1998 – 5. miejsce
- 1999 – 4. miejsce
- 2000 – 9. miejsce
- 2001 – 5. miejsce
- 2002 – 6. miejsce
- 2003 – 7. miejsce
- 2004 – 7. miejsce
- 2005 – 14. miejsce
- 2006 – 6. miejsce
- 2007 – 11. miejsce
- 2008 – 3. miejsce
- 2009 – 9. miejsce
- 2010 – mistrzostwo
- 2011 – wicemistrzostwo
- 2012 – 7. miejsce
- 2013 – 11. miejsce
- 2014 – 10. miejsce
- 2015 – 9. miejsce
- 2016 – 16. miejsce (spadek do J2 League)
- 2017 – 3. miejsce (awans do J1 League)
- 2018 – 15. miejsce
- 2019 – 13. miejsce
- 2020 – 3. miejsce
- 2021 – 5. miejsce
- 2022 – 8. miejsce
- 2023 – 6. miejsce

Źródło:

## Obecny skład
| Nr | Poz. | Piłkarz             |
| -- | ---- | ------------------- |
| 1  | BR   | Mitchell Langerak   |
| 2  | PO   | Takuji Yonemoto     |
| 3  | OB   | Yūichi Maruyama     |
| 4  | OB   | Shinnosuke Nakatani |
| 5  | PO   | Kazuki Nagasawa     |
| 6  | OB   | Kazuya Miyahara     |
| 7  | PO   | Hiroyuki Abe        |
| 8  | NA   | Yōichirō Kakitani   |
| 9  | NA   | Ryōgo Yamasaki      |
| 10 | NA   | Gabriel Xavier      |
| 11 | NA   | Yuki Sōma           |
| 13 | OB   | Haruya Fujii        |
| 14 | OB   | Yasuki Kimoto       |
| 15 | PO   | Shō Inagaki         |
| 16 | NA   | Mateus              |
| 17 | OB   | Ryoya Morishita     |

| Nr | Poz. | Piłkarz         |
| -- | ---- | --------------- |
| 18 | BR   | Tsubasa Shibuya |
| 19 | NA   | Manabu Saitō    |
| 20 | OB   | Kim Min-tae     |
| 21 | BR   | Yōhei Takeda    |
| 22 | BR   | Daiki Mitsui    |
| 23 | OB   | Yutaka Yoshida  |
| 24 | PO   | Ryotaro Ishida  |
| 25 | NA   | Naoki Maeda     |
| 26 | OB   | Shumpei Naruse  |
| 27 | PO   | Shunto Kodama   |
| 28 | OB   | Akira Yoshida   |
| 30 | PO   | Hidemasa Koda   |
| 31 | PO   | Haruki Yoshida  |
| 32 | NA   | Koki Toyoda     |
| 40 | NA   | Jakub Świerczok |
| 44 | PO   | Mū Kanazaki     |

## Znani gracze
- Gary Lineker
- Ivica Vastic
- Tomasz Frankowski
- Jakub Świerczok
- Dragan Stojković